# Juan Ameller
Juan Ameller fue un escultor español.
Natural de Barcelona, fue discípulo de la Escuela de Nobles Artes sostenida por la Junta de Comercio de la ciudad, habiendo obtenido premio en los años 1825 y 1826.
En la reseña de los trabajos expuestos en 1837 por la citada escuela, publicada en El Guardia Nacional, de 5 de enero del año siguiente, se le dedicó este párrafo:

Una estatuita de Ganimedes  [sic], original del joven Ameller, discípulo de esta escuela, es admirable por su graciosa composición, buen reposo, carácter propio y modelada con amor e inteligencia; por eso lamentamos algunas omisiones en la conclusión de algunas partes así como el que el brazo izquierdo que apoya sobre el muslo penetre demasiado en perjuicio de la belleza que se nota en el todo de esta estatuita.